# Вахитов, Акмал Гильфанович
Акмал Гильфанович Вахитов (15 мая 1900, д. Шигаево Казанской губернии — 21 ноября 1957, г. Ишимбай БАССР) — советский нефтяник. Участник Гражданской войны. Герой Социалистического Труда.
Герой документального фильма «Советская Башкирия» (1950 год, реж. Н.Соловьев, Иосиф Гиндин).

## Биография
Акмал Гильфанович Вахитов родился 15 мая 1900 г. в д. Шигаево Казанской губернии.
Образование — начальное. Трудиться начал в 1914 году извозчиком Тульского оружейного завода. В 1916—1917 гг. работал тартальщиком нефтепромыслов Закавказья. В 1918 года призван в ряды Красной Армии. Воевал в составе 26-й дивизии 5-й армии Восточного фронта, участвовал в Гражданской войне.
С 1923 г. работал буровым рабочим, тормозчиком, помощником бурильщика, бурильщиком, ключником, мастером на промыслах треста «Старогрознефть» (г. Грозный), с 1937 г. — ключником, мастером, старшим мастером подземного ремонта скважин треста «Ишимбайнефть» Башкирской АССР.
Бригада по подземному ремонту скважин под руководством А. Г. Вахитова всегда работала четко и слаженно, ежегодно перевыполняла плановые задания с высоким качеством. В 1946 г. норма выработки по ремонту скважин по бригаде составила 132 процента, в 1947 г. — 131,3 процента.
По рекомендации А. Г. Вахитова в производство было внедрено свыше 20 рационализаторских предложений. Среди них — способ определения мест пропуска воды в эксплуатационную колонну скважины путём забора глубинных проб нефти, установка «башмака» в колонну скважины против отхода воздуха в пласт при компрессорном способе добычи нефти, изготовление приспособления для извлечения поломанного плунжера из скважины без её подъема, разработка станка для шлифовки изношенных шариковых клапанов насоса. Указанные рационализаторские предложения помогли значительно улучшить процесс добычи нефти и облегчили труд рабочих по подземному ремонту скважин, позволили сэкономить сотни тысяч рублей.
За период работы в тресте А. Г. Вахитов обучил профессиям подземного ремонта нефтяных скважин 28 человек.
За выдающиеся заслуги в увеличении добычи нефти, разведке новых нефтя¬ных месторождений и бурении нефтяных скважин Указом Президиума Верховного Совета СССР от 8 мая 1948 г. А. Г. Вахитову присвоено звание Героя Социалистического Труда.
В тресте «Ишимбайнефть» работал до 1957 г. Умер 21 ноября 1957 года.

## Награды
- Герой Социалистического Труда (1948).
- Награждён двумя орденами Ленина и медалями СССР.

## Память
В Ишимбае, родном городе Вахитова, его именем названа улица Вахитова
В производственном объединении «Башнефть» учреждена премия имени А. Г. Вахитова.